# Seraina Mischol
Seraina Mischol (* 1. Dezember 1981 in Samedan, Graubünden) ist eine ehemalige Schweizer Skilangläuferin.

## Werdegang
Seraina Mischol, die für den Skiklub Davos startete, begann im Dezember 1998 ihre internationale Karriere in FIS- und Continental-Cup-Rennen. In Saalfelden nahm sie 1999 erstmals bei Junioren-Weltmeisterschaften teil und wurde 37. über 5 Kilometer. Ihr Weltcupdebüt feierte Mischol im Dezember 1999 in Engelberg als 43. im Sprint. In der Folgezeit wurde sie nur selten im Weltcup eingesetzt, startete weiter meist in FIS- und Continental-Cup-Rennen sowie immer wieder bei den jährlichen Juniorenweltmeisterschaften. 2001 gewann sie in Langis den Schweizer Juniorenmeistertitel im 10-Kilometer-Rennen und wurde Zweite über 15 Kilometer hinter Natascia Leonardi Cortesi. Bei den anschliessenden Junioren-Weltmeisterschaften in Karpacz und Szklarska gewann sie Bronze über 15 Kilometer, wurde Fünfte über fünf Kilometer und 13. im Sprint. Seit 2001 wurden Mischols Einsätze im Weltcup zunehmend häufiger. In dem Jahr wurde sie in Lahti auch erstmals bei einer Nordischen Skiweltmeisterschaft eingesetzt. Hier belegte sie im 10-Kilometer-Rennen den 55. Platz. 2003 trat sie zum zweiten Mal bei einer Nordischen Ski-WM an. Diesmal startete Mischol in drei Rennen, bestes Ergebnis war der zehnte Platz mit der Schweizer Staffel. Ebenfalls mit der Staffel erreichte sie in Beitostølen ihr erstes Ergebnis unter den besten Zehn im Weltcup. 2004 erreichte sie mit Laurence Rochat einen zehnten Platz im Teamsprint von Davos. Im Dezember des Jahres folgte ein vierter Platz beim Teamsprint von Bern. Mischol entwickelte sich zu dieser Zeit immer mehr zu einer Sprinterin. In Reit im Winkl kam sie als Neunte im Sprint erstmals in einem Einzel-Weltcup unter die Besten. Bei der anschliessenden Nordischen Skiweltmeisterschaft in Oberstdorf erreichte sie, abgesehen von einem achten Platz mit Rochat im Teamsprint, keine nennenswerten Ergebnisse.
Im Januar 2006 war ein sechster Platz in Otepää wieder ein Erfolg. Bisheriger Karrierehöhepunkt war die Teilnahme an den Olympischen Spielen 2006. In Turin trat Mischol in drei Rennen an, bestes Ergebnis wurde ein 15. Platz im 10-Kilometer-Rennen. Besonders gut gelang Mischol der Start in die Saison 2007/08. in Düsseldorf erreichte sie mit dem fünften Platz im Sprint ihr bestes Einzelergebnis, im Teamsprint war sie zudem Siebte. Im weiteren Saisonverlauf kam sie sechsmal unter den ersten zehn. Die Tour de Ski 2007/08 beendete sie auf den 12. Platz. In Otepää erreichte sie mit dem fünften Platz im Sprint ihre beste Einzelplatzierung im Weltcup. Im März 2008 wurde sie in Feutersoey Schweizer Meisterin über 30 km. Die Saison beendete sie auf dem 15. Platz im Gesamtweltcup und dem 12. Rang im Sprintweltcup. In der Saison 2008/09 erreichte sie in 11 Weltcupteilnahmen siebenmal die Punkteränge. Bei den Nordischen Skiweltmeisterschaften 2009 in Liberec belegte sie den 37. Platz im Sprint und den 22. Rang über 10 km klassisch. Im März 2009 gewann sie beim Engadin Skimarathon. Im folgenden Jahr wurde sie bei diesem Lauf Zweite. Ihr letztes FIS-Skilanglaufrennen lief sie Anfang 2011 in Lienz. Dort siegte sie beim Dolomitenlauf. Im November 2011 gab Mischol bekannt, dass bei ihr das klinisch isolierte Syndrom (KIS) diagnostiziert wurde, eine Vorstufe der Multiplen Sklerose (MS). Sie wollte ihre Karriere fortsetzen, musste aber im Februar 2012 ihren Rücktritt bekanntgeben.
Mischol gewann fünf Rennen im Continental Cup und kam weitere neun Mal auf Podestplätze. Im Weltcup erreichte sie in 103 Rennen 20 Top-Ten-Platzierungen.

## Erfolge

### Siege bei Worldloppet-Cup-Rennen
Anmerkung: Vor der Saison 2015/16 hiess der Worldloppet Cup noch Marathon Cup.
| Nr. | Datum           | Ort            | Rennen              | Disziplin                  |
| --- | --------------- | -------------- | ------------------- | -------------------------- |
| 1.  | 8. März 2009    | Maloja–S-chanf | Engadin Skimarathon | 42 km Freistil Massenstart |
| 2.  | 23. Januar 2011 | Lienz          | Dolomitenlauf       | 42 km Freistil Massenstart |

### Sonstige Siege bei Skimarathon-Rennen
- 2010 Engadin Skimarathon (Frauenlauf), 17 km Freistil

### Siege bei Continental-Cup-Rennen
| Nr. | Datum            | Ort         | Disziplin                   | Serie           |
| --- | ---------------- | ----------- | --------------------------- | --------------- |
| 1.  | 28. Februar 2002 | Candanchu   | 10 km klassisch Massenstart | Continental Cup |
| 2.  | 3. März 2002     | Cauterets   | 7,5 km Verfolgung klassisch | Continental Cup |
| 3.  | 13. Februar 2003 | Valdidentro | 15 km klassisch Massenstart | Continental Cup |
| 4.  | 13. Februar 2004 | Oberstdorf  | Sprint klassisch            | Continental Cup |

## Teilnahmen an Weltmeisterschaften und Olympischen Winterspielen

### Olympische Spiele
- 2006 Turin: 11. Platz Staffel, 15. Platz 10 km klassisch, 32. Platz Sprint Freistil

### Nordische Skiweltmeisterschaften
- 2001 Lahti 55. Platz 10 km klassisch
- 2003 Val di Fiemme 10. Platz Staffel, 33. Platz 10 km klassisch, 34. Platz 15 km klassisch Massenstart
- 2005 Oberstdorf 8. Platz Teamsprint Freistil, 11. Platz Staffel, 33. Platz Sprint klassisch, 38. Platz 10 km Freistil
- 2007 Sapporo 9. Platz Staffel, 14. Platz Sprint klassisch, 14. Platz Teamsprint Freistil
- 2009 Liberec 22. Platz 10 km klassisch, 37. Platz Sprint Freistil

## Platzierungen im Weltcup

### Weltcup-Statistik
Die Tabelle zeigt die erreichten Platzierungen im Einzelnen.
- 1.–3. Platz: Anzahl der Podiumsplatzierungen
- Top 10: Anzahl der Platzierungen unter den ersten zehn
- Punkteränge: Anzahl der Platzierungen innerhalb der Punkteränge
- Starts: Anzahl gelaufener Rennen in der jeweiligen Disziplin
- Hinweis: Bei den Distanzrennen erfolgt die Einordnung gemäss FIS.

| Platzierung         | Distanzrennen a | Distanzrennen a | Distanzrennen a | Distanzrennen a | Distanzrennen a | Skiathlon Verfolgung | Sprint | Etappen- rennen b | Gesamt | Team c | Team c  |
| Platzierung         | ≤ 5 km          | ≤ 10 km         | ≤ 15 km         | ≤ 30 km         | > 30 km         | Skiathlon Verfolgung | Sprint | Etappen- rennen b | Gesamt | Sprint | Staffel |
| ------------------- | --------------- | --------------- | --------------- | --------------- | --------------- | -------------------- | ------ | ----------------- | ------ | ------ | ------- |
| 1. Platz            |                 |                 |                 |                 |                 |                      |        |                   |        |        |         |
| 2. Platz            |                 |                 |                 |                 |                 |                      |        |                   |        |        |         |
| 3. Platz            |                 |                 |                 |                 |                 |                      |        |                   |        |        |         |
| Top 10              | 2               | 2               |                 |                 |                 |                      | 8      |                   | 12     | 6      | 7       |
| Punkteränge         | 2               | 21              | 1               | 1               |                 | 7                    | 30     | 1                 | 63     | 9      | 14      |
| Starts              | 7               | 40              | 3               | 2               |                 | 15                   | 51     | 1                 | 119    | 9      | 14      |
| Stand: Karriereende |                 |                 |                 |                 |                 |                      |        |                   |        |        |         |

### Weltcup-Gesamtplatzierungen
| Saison  | Gesamt | Gesamt | Distanz | Distanz | Sprint | Sprint |
| Saison  | Punkte | Platz  | Punkte  | Platz   | Punkte | Platz  |
| ------- | ------ | ------ | ------- | ------- | ------ | ------ |
| 2003/04 | 15     | 75.    | 2       | 79.     | 13     | 49.    |
| 2004/05 | 114    | 37.    | 28      | 41.     | 88     | 23.    |
| 2005/06 | 117    | 45.    | 41      | 49.     | 76     | 26.    |
| 2006/07 | 101    | 40.    | 45      | 37.     | 56     | 33.    |
| 2007/08 | 502    | 15.    | 182     | 23.     | 232    | 12.    |
| 2008/09 | 53     | 62.    | 19      | 52.     | 34     | 46.    |
| 2009/10 | 1      | 128.   | -       | -       | 1      | 94.    |